# かながわの花の名所100選
かながわの花の名所100選（かながわのはなのめいしょひゃくせん）とは、神奈川県内の花の名所として親しまれているものの中から、1994年（平成6年）に選定された花の名所の100選。

## 一覧
所在地表記は選定当時のものを記す。　
1. 横浜公園（横浜市中区横浜公園、チューリップ）
2. 三渓園（横浜市中区本牧三之谷、ウメ）
3. 三ツ池公園（横浜市鶴見区三ツ池公園地内、ソメイヨシノ）
4. 港の見える丘公園（横浜市中区山手町、バラ）
5. 称名寺（横浜市金沢区、ソメイヨシノ）
6. 三ツ沢公園（横浜市神奈川区三ツ沢西町、ソメイヨシノ）
7. 保土ヶ谷公園（横浜市保土ケ谷区花見台他、ウメ）
8. 四季の森公園（横浜市緑区寺山町、ハナショウブ）
9. 野毛山公園（横浜市西区老松町、ソメイヨシノ）
10. 大倉山公園（横浜市港北区大倉山、ウメ）
11. 生田緑地内バラ苑（旧向ヶ丘遊園）（川崎市多摩区長尾、バラ）
12. 生田緑地（川崎市多摩区枡形、ハナショウブ）
13. 等覚院（川崎市宮前区神木本町、ツツジ）
14. 夢見ヶ崎動物公園（川崎市幸区南加瀬、ソメイヨシノ）
15. 川崎市フルーツパーク（川崎市多摩区菅仙谷、ナシ）
16. 住吉ざくら（川崎市中原区木月（渋川沿い）、ソメイヨシノ）
17. 浄慶寺（川崎市麻生区上麻生、アジサイ）
18. 塚山公園（横須賀市西逸見町他、ソメイヨシノ）
19. くりはま花の国（横須賀市神明町、コスモス）
20. 横須賀しょうぶ園（横須賀市阿部倉町、ハナショウブ）
21. 衣笠山公園（横須賀市小矢部、ソメイヨシノ）
22. 田浦緑地（横須賀市田浦大作町他、ウメ）
23. 天神島（横須賀市佐島尻水、ハマユウ）
24. 観音崎公園（横須賀市鴨居・走水、ガクアジサイ）
25. 湘南平（平塚市万田 / 大磯町、ソメイヨシノ）
26. 金目川桜並木（平塚市金目川～花水川、ソメイヨシノ）
27. 神奈川県立フラワーセンター大船植物園（鎌倉市岡本、シャクヤク）
28. 明月院（鎌倉市山ノ内、アジサイ）
29. 鎌倉山（鎌倉市鎌倉山、ソメイヨシノ）
30. 鶴岡八幡宮（鎌倉市雪ノ下、ボタン）
31. 瑞泉寺（鎌倉市二階堂、スイセン）
32. 源氏山公園（鎌倉市扇ケ谷、ソメイヨシノ）
33. 光則寺（鎌倉市長谷、カイドウ）
34. 段葛（鎌倉市小町 - 雪ノ下、ソメイヨシノ）
35. 宝戒寺（鎌倉市小町、ハギ）
36. 散在ヶ池森林公園（鎌倉市今泉台、ヤマザクラ）
37. 成就院(鎌倉市極楽寺、アジサイ)
38. 光明寺（鎌倉市材木座、ハス）
39. 江の島サムエル・コッキング苑（旧江の島植物園）（藤沢市江の島、ツバキ）
40. 大庭城址公園（藤沢市大庭、ヤマザクラ）
41. 伊勢山緑地（伊勢山公園）（藤沢市、ソメイヨシノ）
42. 龍口寺（藤沢市片瀬、ツバキ）
43. 曽我梅林（小田原市下曽我、ウメ）
44. 長興山（小田原市入生田（紹太寺）、シダレザクラ）
45. 小田原城址公園（小田原市城内、フジ）
46. 辻村植物公園（小田原市荻窪、ウメ）
47. 氷室椿庭園（茅ヶ崎市東海岸南、ツバキ）
48. 海浜自然生態園及び辻堂海岸（茅ヶ崎市汐見台及び藤沢市辻堂海岸、ハマヒルガオ）
49. まんだら堂跡（逗子市）※現在閉鎖中
50. 県立相模原公園（相模原市麻溝台他、ハナショウブ）
51. 市立麻溝公園（相模原市麻溝台他、クレマチス）
52. 相模原・市役所さくら通り（相模原市中央区中央、ソメイヨシノ）
53. 妙音寺（三浦市初声町下宮田、ヤマユリ）
54. 城ヶ島公園（三浦市三崎町城ヶ島、スイセン）
55. 毘沙門海岸（三浦市南下浦町毘沙門、ハマダイコン）
56. 弘法山公園（秦野市曽屋、ソメイヨシノ）
57. 浄徳院菖蒲園（秦野市菖蒲、ハナショウブ）
58. 蓑毛自然観察の森（秦野市蓑毛、ヤマユリ）
59. 飯山観音（厚木市飯山、ソメイヨシノ）
60. 厚木飯山あやめの里（厚木市飯山、ハナショウブ）
61. 七沢森林公園（厚木市七沢他、シャクナゲ）
62. 長沼のレンゲ畑（厚木市、レンゲソウ）
63. 常泉寺（大和市上草柳、ミツマタ）
64. 泉の森（大和市上草柳、ハナショウブ）
65. 伊勢原・渋田川河畔（伊勢原市上谷、シバザクラ）
66. 伊勢原あやめの里（伊勢原市小稲葉 - 下糟屋、ハナショウブ）
67. 日向薬師周辺（伊勢原市日向、ヒガンバナ）
68. 海老名・河畔公園（海老名市河原口、ソメイヨシノ）
69. 立野台公園（座間市立野台、ハナショウブ）
70. 座間・ひまわり広場（座間市座間、ヒマワリ）
71. 最乗寺（南足柄市大雄町、アジサイ）
72. 綾瀬・城山公園（綾瀬市早川、ソメイヨシノ）
73. 湘南国際村（葉山町上山口間門、ツツジ）
74. 葉山・あじさい公園（葉山町堀内、アジサイ）
75. 寒川神社参道（寒川町宮山、ソメイヨシノ）
76. 大磯駅及び坂田山斜面（大磯町大磯、ソメイヨシノ）
77. 吾妻山公園（二宮町中里 - 山西、コスモス）
78. 二宮せせらぎ公園（二宮町一色、ハナショウブ）
79. 徳富蘇峰記念館（二宮町二宮、ウメ）
80. 最明寺史跡公園（松田町松田庶子、ソメイヨシノ）
81. 檜洞丸山頂付近（山北町、ツツジ（シロヤシオ））
82. あじさい農道（開成町金井島 - 吉田島、アジサイ）
83. 芦ノ湖野草園（箱根町箱根、ヤマユリ）
84. 強羅公園（箱根町強羅、シャクナゲ）
85. 箱根登山鉄道沿線（小田原市 / 箱根町（小田原駅 - 強羅駅）、アジサイ）
86. 箱根湿生花園（箱根町仙石原、ミズバショウ）
87. 仙石原高原（箱根町仙石原、ススキ）
88. 小田急山のホテル（旧岩崎邸）（箱根町元箱根、ツツジ）
89. 駒ヶ岳山頂付近（箱根町元箱根、サンショウバラ）
90. 精進池周辺（箱根町元箱根、マメザクラ）
91. 芦ノ湖周辺（箱根町元箱根、ヤマボウシ）
92. 真鶴岬（真鶴町、ガクアジサイ）
93. 幕山公園（湯河原町吉浜、ウメ）
94. 椿ライン（湯河原町宮上、ツバキ）
95. 愛川・坂本青少年広場（愛川町中津、ソメイヨシノ）
96. しろやまカタクリの里（相模原市、カタクリ）
97. 青根緑の休暇村（ハナショウブ）
98. 津久井湖園地周辺（相模原市、ヤマザクラ）
99. 相模湖湖畔（相模原市、ソメイヨシノ）
100. 陣馬山頂付近（相模原市、ヤマザクラ）